# آن أنوم

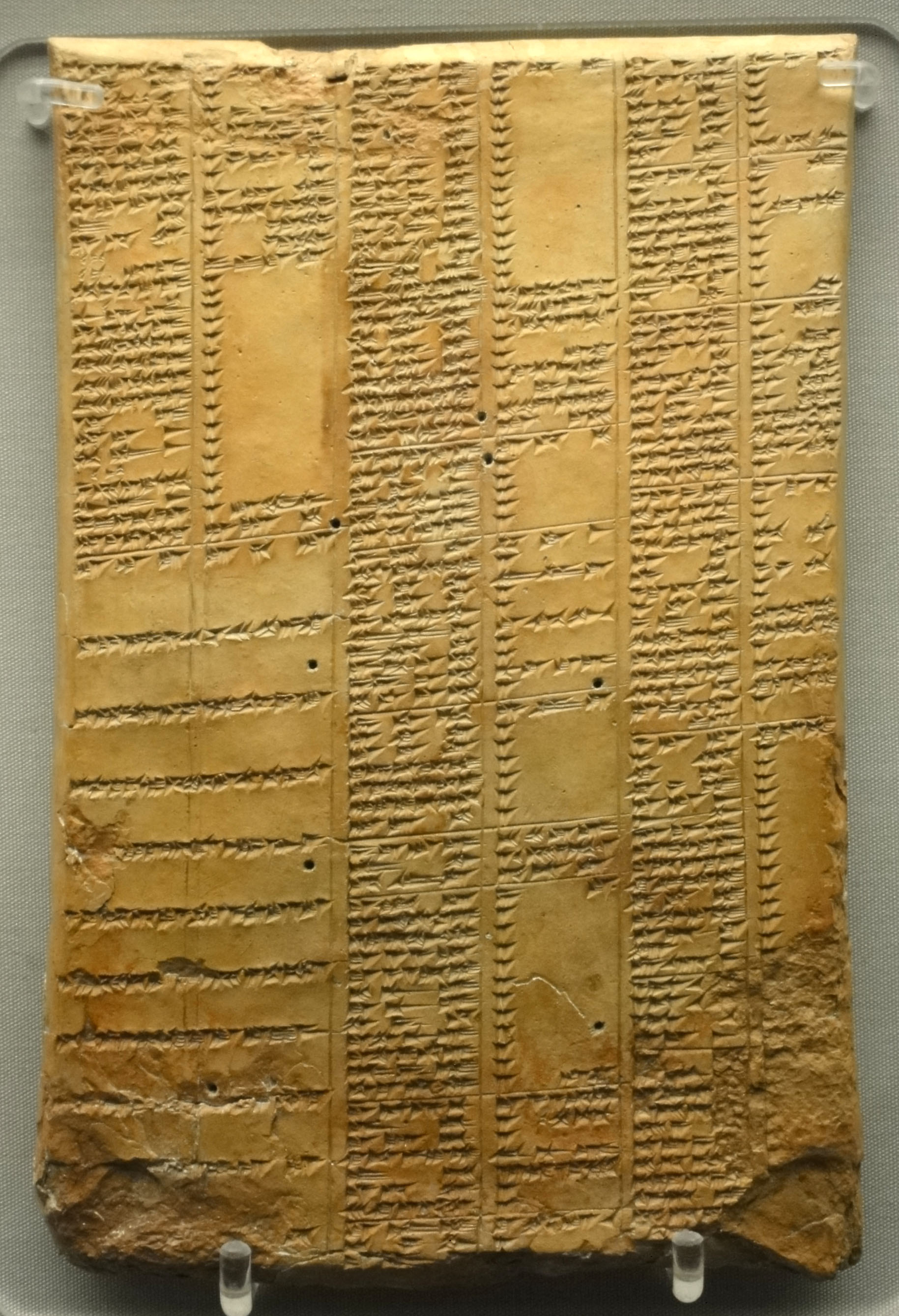
مثال على قائمة معجمية من بلاد ما بين النهرين.

آن = أنوم (بالإنجليزية: A = Anum)‏، المعروفة أيضًا باسم «قائمة الإله (الآلهة) العظيم»، هي أطول قائمة لآلهة بلاد ما بين النهرين محفوظة إلى الآن، وهي نوع من القوائم المعجمية التي تفهرس الآلهة التي كانت تعبد في الشرق الأدنى القديم، وخاصة في العراق الحديث. ومن المرجح أن قائمة «آن = أنوم» قد أُلِّفَت في الفترة الكيشية.